# 王瑞庭
王瑞庭（1920年—2001年），男，浙江上虞人，中华人民共和国政治人物，曾任中华人民共和国纺织工业部副部长。